# پرستو
پَرَستوها و چلچله‌ها گروهی از پرندگان حشره‌خوار گنجشک‌سان عضو تیرهٔ پرستویان (نام علمی: Hirundinidae) هستند که تاکنون ۷۴ گونه از آن‌ها شناسایی شده‌اند و در بسیاری از مناطق یافت می‌شوند. این پرندگان کوچک را با قد و بدن کشیده (حدود ۲۰ سانتی‌متر)، بال‌های باریک و نوک‌تیز، و نوک کوتاه و پاهای سست و کوچک، به آسانی می‌توان از دیگر پرندگان باز شناخت. برخی از گونه‌های پرستویان دم‌های شاخه‌دار، دارند. پر و بال پرستوها می‌تواند یک‌دست یا دارای نشان‌هایی به رنگ آبی و سبز با جلای فلزی باشد.
پرجمعیت‌ترین گونهٔ پرستو، چلچلهٔ سینه‌خاکستری است که در آسیا، اروپا، و آمریکای شمالی زندگی می‌کند. این گونه پرستو گاه در یک فصل سه بار تخم می‌گذارد؛ هنگامی که تخم‌های نوبت اول به جوجه تبدیل شدند، پس از ترک لانه جای دوری نمی‌روند، بلکه در نزدیکی آشیانه می‌مانند و در غذا دادن به جوجه‌های نوبت دوم و سوم به پدر و مادرشان کمک می‌کنند.
همچنین پرستو به عنوان یک اسم هم در یک سری کشورها مانند ایران، افغانستان و ارمنستان به عنوان اسم برای دختر هم استفاده می‌شود.

## نام‌های دیگر
پلپلاسی (در سیستان)، پرستوک، پیرسوک، پرستک، خطّاف، فرشتو، فرشتوک، فراشترو، فراشتروک، فراشتک، فراستوک، پلستک، پیلوایه، حاجی حاجی، پالوانه، پالوایه، بادخورک، فرستو، فرستوک، بالوایه، ابابیل (در تداول عامه)، بهار، زازال، چلچله، فرتوک، بلوایه، دُمسنجه، زکیه، دُمسیجه، بلسک، داپرزه، دال بوز، دال پوز، دال بوزه، دال پُوزه، پلیسیر از نام‌های دیگر معادل پرستو در زبان فارسی می‌باشند.
در گویش کرمانی اسپریچو به معنای پرستو آورده شده است. در گویش لری به آن سیپریسک می‌گویند. در زبان انگلیسی، پرستو با نام معمول Swallow و چلچله با نام Martin خوانده می‌شود. در ترکمنی به ان قره لواچ می‌گویند. در شیراز پیرسوک می‌گویند.

## موسم جفت‌گیری و تخمگذاری
در موسم جفت‌گیری و تخم‌گذاری پرستوی ماده تا پنج تخم می‌گذارد، و مدت پانزده روز روی تخم‌ها می‌خوابد، و پس از بیرون آمدن جوجه‌ها از تخم (تفقیص) و سپری شدن ۲۵ روز جوجه‌ها برای ترک لانه آماده می‌شوند. اما چند شب نخست را به آشیانه برمی‌گردند، و از آن پس برای همیشه لانه را ترک می‌کنند.

## آشیانه

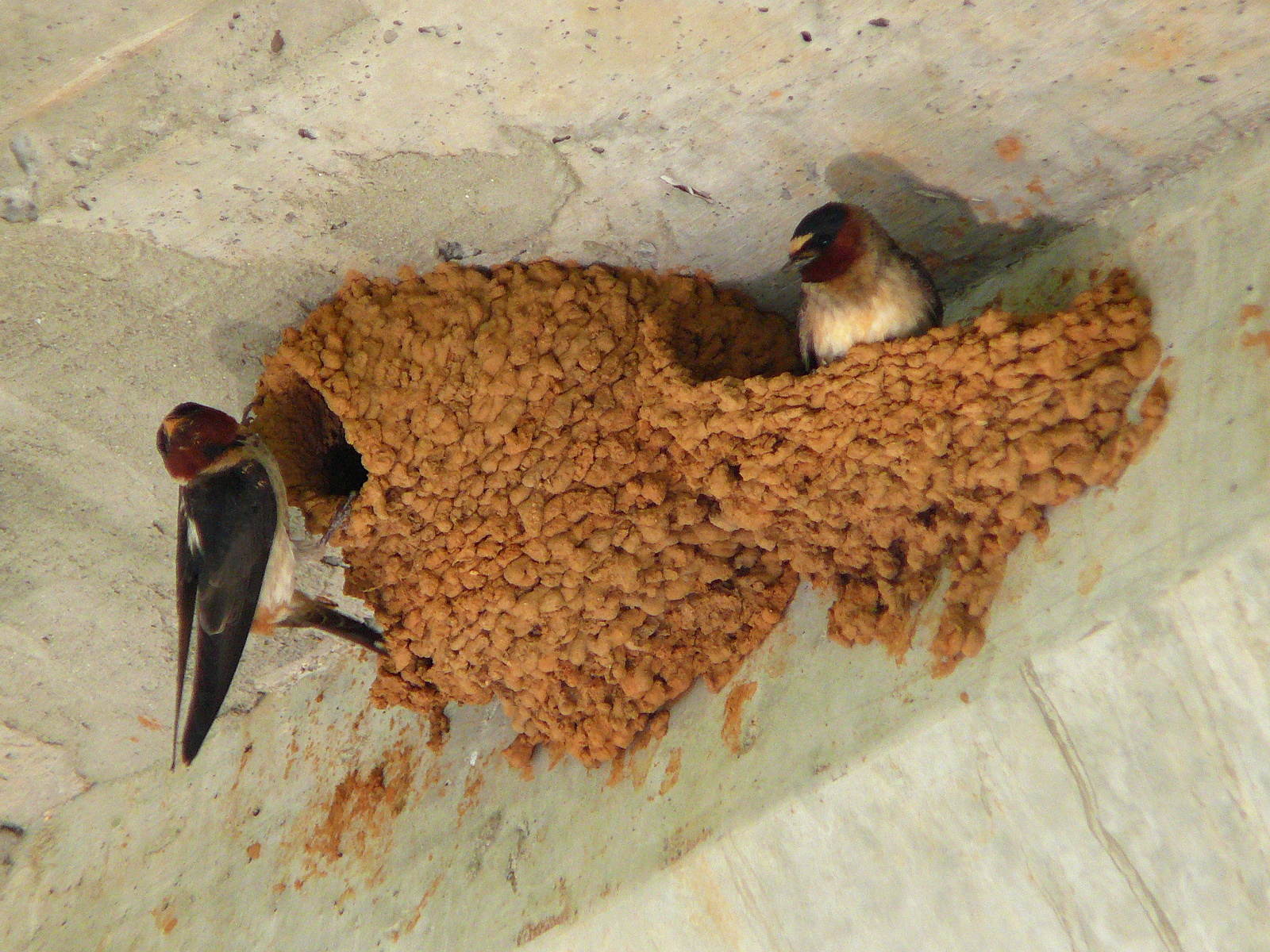
دو پرستوی صخره‌ای در حال ساختن آشیانه گِلی

ساختن آشیانه به کمک جفت پرستوی نر و ماده صورت می‌گیرد. لانه را از گِل و ساقهٔ علف‌ها ی خشک و پـَر ساخته می‌شود.
دیده شده برای ساخت لانه یک پرستوی دیگر که حکم مهندس ناظر را دارد نیز به آنها کمک می‌کند.
به دلیل یکسانی رنگ پرهای پرستو (چلچله) نر و ماده بازشناختن آن‌ها از یکدیگر آسان نیست.

## کوچ

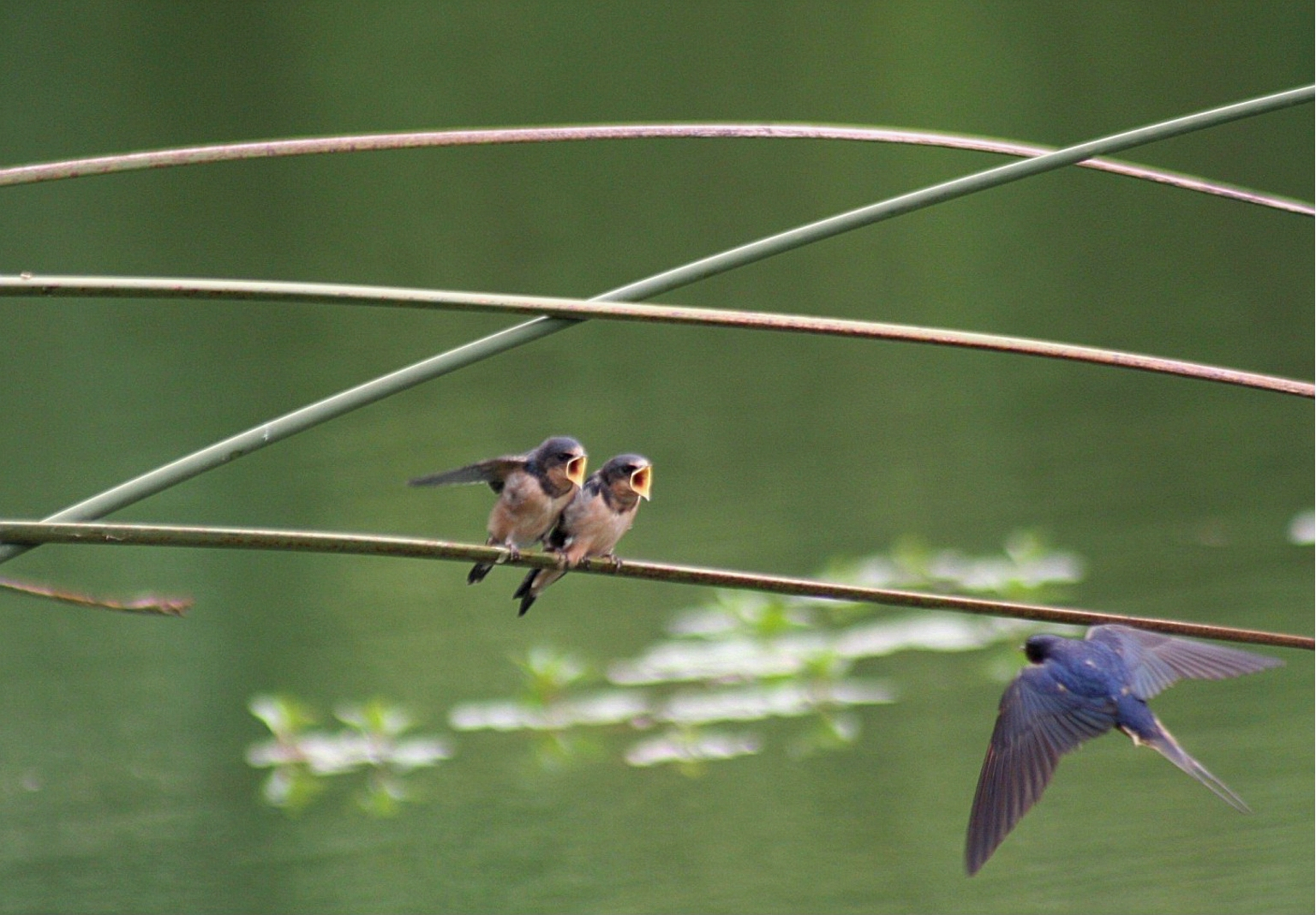
دو جوجه پرستو در انتظار غذا از سوی پرستوی مادر

از دیرباز تاکنون انسان می‌خواسته پی به انگیزهٔ مهاجرت پرندگان ببرد و بداند که چه عواملی در جهت‌یابی آن‌ها نقش دارد. در هرسال گروه‌های زیادی از پرندگان که به (پرندگان مهاجر) مشهورند گاهی از شمال به جنوب، و گاهی هم از جنوب به شمال مهاجرت می‌کنند، و در این مهاجرت هزاران مایل راه را طی می‌کنند ودها هزار ده و شهر وروستا را پشت سر می‌گذارند. البته عوامل طبیعت، دما، آب وهوا، سرما و گرما در این هجرت سالیانهٔ پرندگان نقش مهمی دارد. «پرستوها» سالانه هفده هزار کیلومتر راه را می‌پیمایند، و از قاره‌ای به قارهٔ دیگر کوچ می‌کنند، و دارای رکورد سرعت در بین دیگر مهاجران هستند. به‌طوری‌که نوشته‌اند چهار هزار کیلومتر را در بیست وچهار ساعت می‌پیمایند؛ یعنی باسرعت ساعتی حدود صد و هفتاد کیلومتر. گفته می‌شود که انسان به «پرستو» علاقه‌ای خاص دارد چنان‌که سرخ پوستان آمریکایی (در سنتی پیش از دوران مکاشفات کریستوف کلمب) کدو حلوایی را به شاخه‌ای می‌آویختند تا پرستوها درون (مغز) کدو را بخورند و در میان آن، برای خود لانه‌ای بسازند. در مورد کوچ پرندگان نظرات متعددی وجود دارد. تا پیش از ابراز نظریهٔ جدید گمان بر این بود که رهبری پرندگان با تجربه و مسن، میدان مغناطیسی زمین، نیروی کوربولیس، تابش آفتاب، وساعت فیزیولوژیکی، در کوچ وجهت یابی پرندگان مؤثرند. در سال ۱۹۰۶ میلادی دانشمند زیست‌شناسی آلمانی «اشنایدر» این حقیقت را حدس زد که پرندگان از روی حرکت خورشید جهت‌یابی می‌کنند. پس از عرضهٔ فرضیهٔ اشنایدر، دکتر (کرامر) نخستین دانشمندی بود که درستی فرضیه اشنایدر را به کمک آزمایش‌های گوناگون، بررسی و ثابت کرد. وی دریافت که حس جهت‌یابی پرندگان از روی حرکت خورشید به قدری دقیق است که آن‌ها حتی مقدار تغییر وضع ساعت به ساعت خورشید را هم می‌سنجند.

## آرایه
پرستوها و چلچله‌ها از دیدگاه ریخت‌شناختی در میان گنجشک‌سانان منحصر به فرد هستند، ولی بهره‌گیری از دورگه‌سازی دی‌ان‌ای-دی‌ان‌ای نشان داده است که آن‌ها روابطی با سسک‌های جهان قدیم، چشم‌سفیدها، و چرخ‌ریسکها دارند. تیره پرستویان دارای دو زیرخانوادهٔ Pseudochelidonina شامل پرستویان رودخانه‌ای و Hirundininae شامل پرستویان نمادین است.
تیرهٔ Hirundinidae
- زیرخانواده: Pseudochelidoninae (چلچله‌های رودخانه‌ای)
  - سرده: Pseudochelidon
    - چلچله رودخانه‌ای آفریقایی، Pseudochelidon eurystomina
    - چلچله رودخانه‌ای چشم‌سفید، Pseudochelidon sirintarae
- زیرخانواده Hirundininae (همهٔ دیگر چلچله‌ها و پرستوها)
  - سرده: Psalidoprocne
    - اره‌بال دم‌مربعی، Psalidoprocne nitens
    - اره‌بال کوهی، Psalidoprocne fuliginosa
    - اره‌بال سرسفید، Psalidoprocne albiceps
    - اره‌بال سیاه، Psalidoprocne pristoptera
    - اره‌بال فانتی، Psalidoprocne obscura

  - سرده: شبه‌پرستوها
    - پرستوی دمگاه‌خاکستری، Pseudhirundo griseopyga

  - سرده: Cheramoeca
    - پرستوی پشت‌سفید، Cheramoeca leucosternus

  - سرده: Phedina
    - چلچله ماسکارن، Phedina borbonica
    - چلچله برازا، Phedina brazzae

  - سرده: Riparia
    - چلچله گلوقهوه‌ای، Riparia paludicola
    - چلچله گلوخاکستری، Riparia chinensis
    - چلچله کنگو، Riparia congica
    - چلچله رودخانه‌ای، Riparia riparia
    - چلچله نواردار، Riparia cincta

  - سرده: Tachycineta
    - پرستوی درختی، Tachycineta bicolor
    - پرستوی بنفش‌وسبز، Tachycineta thalassina
    - پرستوی طلایی، Tachycineta euchrysea
    - پرستوی باهاما، Tachycineta cyaneoviridis
    - پرستوی زولتسمان، Tachycineta stolzmanni
    - پرستوی حرا، Tachycineta albilinea
    - پرستوی بال‌سفید، Tachycineta albiventer
    - پرستوی دمگاه‌سفید، Tachycineta leucorrhoa
    - پرستوی شیلی، Tachycineta meyeni

  - سرده: Progne
    - چلچله ارغوانی، Progne subis
    - چلچله کوبایی، Progne cryptoleuca
    - چلچله کارائیب، Progne dominicensis
    - چلچله سینالوا، Progne sinaloae
    - چلچله سینه‌خاکستری، Progne chalybea
    - چلچله گالاپاگوس، Progne modesta
    - چلچله پرو، Progne murphyi
    - چلچله جنوبی، Progne elegans
    - چلچله سینه‌قهوه‌ای، Progne tapera

  - سرده:  Notiochelidon 
    - پرستوی شکم‌قهوه‌ای، Notiochelidon murina
    - پرستوی آبی‌وسفید، Notiochelidon cyanoleuca
    - پرستوی پاکمرنگ، Notiochelidon flavipes
    - پرستوی سرسیاه، Notiochelidon pileata

  - سرده: پرستوی آندی
    - پرستوی آندی، Haplochelidon andecola

  - سرده: پرستوهای آمریکای جنوبی Atticora
    - پرستوی نوارسفید، Atticora fasciata
    - پرستوی طوق‌سیاه، Atticora melanoleuca

  - سرده: Neochelidon
    - پرستوی ران‌سفید، Neochelidon tibialis

  - سرده: Stelgidopteryx
    - پرستوی بال‌زبر شمالی، Stelgidopteryx serripennis
    - پرستوی بال‌زبر جنوبی، Stelgidopteryx ruficollis

  - سرده: Alopochelidon
    - پرستوی سرگندم‌گون، Alopochelidon fucata

  - سرده: Hirundo
    - پرستوی خانگی یا پرستوی معمولی، Hirundo rustica
    - پرستوی سینه‌سرخ، Hirundo lucida
    - پرستوی آنگولا، Hirundo angolensis
    - پرستوی اقیانوس آرام، Hirundo tahitica
    - پرستوی پیام‌رسان، Hirundo neoxena
    - پرستوی گلوسفید، Hirundo albigularis
    - پرستوی اتیوپی، Hirundo aethiopica
    - پرستوی سرسرخ، Hirundo smithii
    - پرستوی سینه‌سفید، Hirundo nigrita
    - پرستوی بال‌رنگارنگ، Hirundo leucosoma
    - پرستوی دم‌سفید، Hirundo megaensis
    - پرستوی سینه‌مرواریدی، Hirundo dimidiata
    - پرستوی آبی‌رنگ، Hirundo atrocaerulea
    - پرستوی سیاه‌وحنایی، Hirundo nigrorufa

  - سرده: Ptyonoprogne
    - چلچله کوهی، Ptyonoprogne rupestris
    - چلچله بیابانی، Ptyonoprogne obsoleta
    - چلچله صخره‌ای، Ptyonoprogne fuligula
    - چلچله کوهی تیره، Ptyonoprogne concolor

  - سرده: Delichon
    - چلچله دمگاه‌سفید یا چلچله خانگی معمولی Delichon urbicum
    - چلچله خانگی آسیایی، Delichon dasypus
    - چلچله خانگی نپال، Delichon nipalense

  - سرده: Cecropis
    - پرستوی خط‌دار بزرگ، Cecropis cucullata
    - پرستوی خط‌دار کوچک، Cecropis abyssinica
    - پرستوی سینه‌حنایی، Cecropis semirufa
    - پرستوی مسجد، Cecropis senegalensis
    - پرستوی دمگاه‌حنایی، Cecropis daurica
    - پرستوی خط‌دار، Cecropis striolata
    - پرستوی شکم‌حنایی، Cecropis badia

  - سرده: Petrochelidon
    - پرستوی صخره گلوسرخ، Petrochelidon rufigula
    - پرستوی صخره پرئوس، Petrochelidon preussi
    - پرستوی صخره دریای سرخ، Petrochelidon perdita
    - پرستوی صخره آفریقای جنوبی، Petrochelidon spilodera
    - پرستوی جنگلی، Petrochelidon fuliginosa
    - پرستوی گلورگه‌دار، Petrochelidon fluvicola
    - پرستوی پری، Petrochelidon ariel
    - پرستوی درختی، Petrochelidon nigricans
    - پرستوی صخره آمریکایی، Petrochelidon pyrrhonota
    - پرستوی غارزی، Petrochelidon fulva
    - پرستوی طوق‌بلوطی، Petrochelidon rufocollaris